# Uludere (district)
Uludere is een Turks district in de provincie Şırnak en telt 37.894 inwoners (2007). Het district heeft een oppervlakte van 731,3 km².
De bevolkingsontwikkeling van het district is weergegeven in onderstaande tabel.
| 1997   | 2000   | 2007   |
| ------ | ------ | ------ |
| 24.294 | 35.158 | 37.894 |

Beytüşşebap · Cizre · Güçlükonak · İdil · Silopi · Şırnak · Uludere